# Ch’ŏllima-Stahlwerke

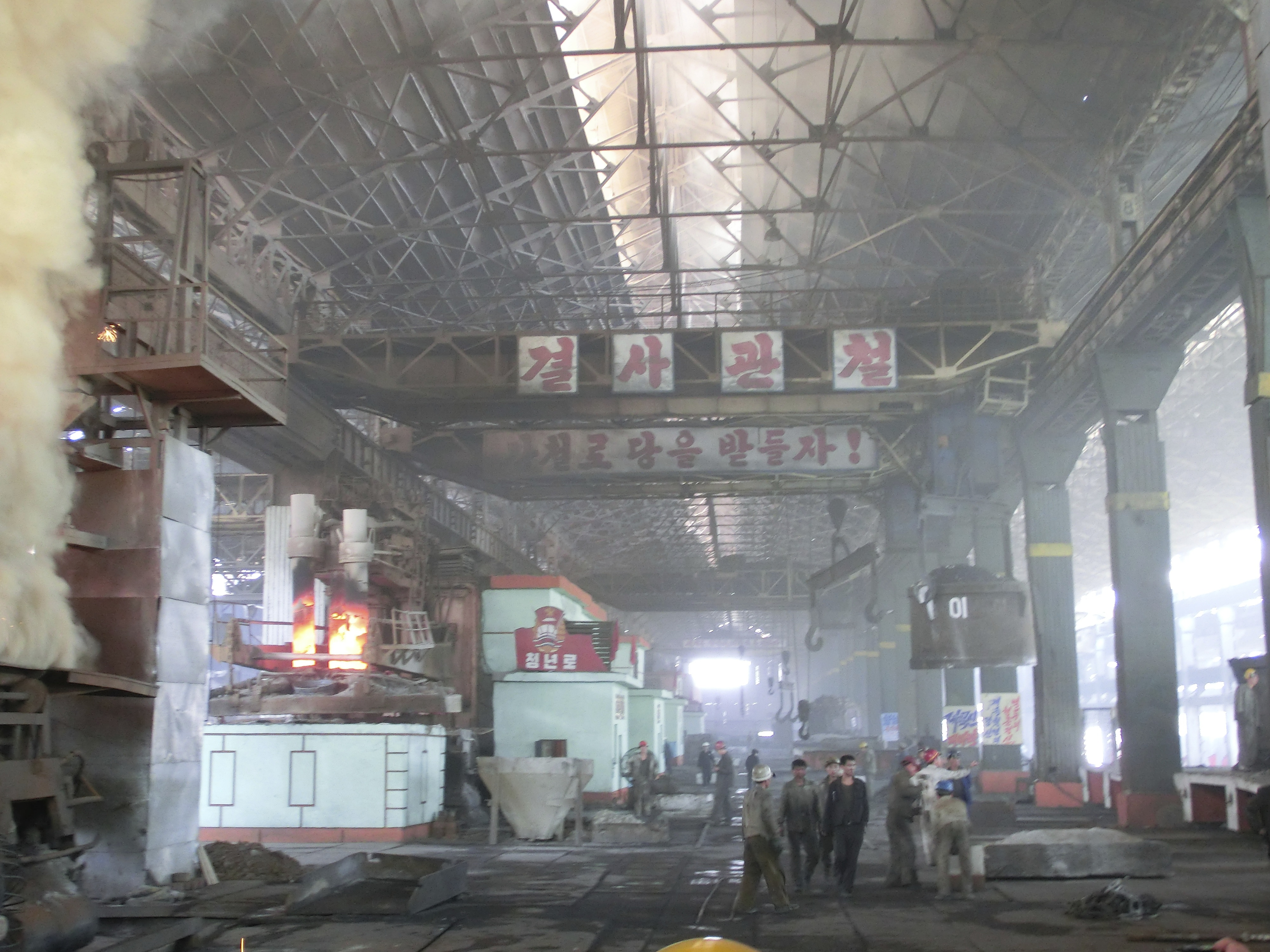
Blick in die Produktion (2012)

Die Ch’ŏllima-Stahlwerke (천리마 제철소) sind ein staatliches Stahlwerk in Namp’o, Nordkorea.

## Geschichte
Das ursprüngliche Stahlwerk wurde im Jahre 1939 durch Mitsubishi in der Zeit als Korea unter japanischer Herrschaft stand errichtet und produzierte anfangs 10.000 Tonnen Stahl. Im August 1945 wurde das Werk zerstört. Am 9. Oktober 1945 besuchte Kim Il-sung das Werk und forderte einen Wiederaufbau. Im Dezember konnte die Produktion hochgefahren werden. Nachdem es im Koreakrieg erneut zerstört worden war, musste es wiederum aufgebaut werden.
Der Name geht auf die Ch’ŏllima-Bewegung der Nachkriegszeit zurück. Es sind auch die Namen Vereinigte Stahlwerke Ch’ŏllima und Stahlwerk Kangson im Gebrauch. Insgesamt gibt es im Land sieben Stahlwerke.

## Produkte
Es wird gewöhnlicher Stahl und Walzstahl mit einer jährlichen Kapazität von 760.000 Tonnen produziert. Das Eisen kommt aus Minen der Städte Yonwon, Chongdong und Kae’chŏn.

## Lage
Die Vereinigten Stahlwerke Ch’ŏllima liegen im Landkreis Ch’ŏllima-gun, das zur Provinz P’yŏngan-namdo gehört. Es befindet sich direkt am Taedong-gang.